# Pentafluorură de bismut
Pentafluorura de bismut (BiF₅) este un compus anorganic format din bismut și fluor, cu formula chimică BiF₅. Este un solid cristalin alb, extrem de reactiv, utilizat în cercetare și în sinteza compușilor fluorurați.

## Proprietăți fizico-chimice
- Formula chimică: BiF₅
- Masă molară: 303,97 g/mol
- Aspect: Ace albe lungi sau cristale incolore
- Densitate: 5,40 g/cm³
- Punct de topire: ~151–154 °C
- Punct de fierbere: ~230 °C
- Structură: Geometrie octaedrică, polimerică, cu lanțuri de octaedre BiF₆ conectate

## Sinteză
BiF₅ se obține prin:
- Fluorurarea BiF₃ cu F₂ la 500 °C
- Alternativ, prin reacția cu ClF₃ la 350 °C

## Reacții și utilizări
- Este cel mai reactiv dintre pentafluorurile pnictogenilor
- Reacționează violent cu apa, formând ozon și oxigen difluorurat
- Fluorurează hidrocarburi la temperaturi peste 50 °C
- Oxidează UF₄ la UF₆
- Reacționează cu halogeni:
  - Br₂ → BrF₃
  - Cl₂ → ClF
- Formează hexafluorobismutați cu fluoruri alcaline

## Siguranță
- Extrem de reactiv și coroziv
- Necesită manipulare în atmosferă inertă
- Etichetare GHS:
  - ⚠️ Pericol
  - H272: Poate intensifica incendiile
  - H314: Provoacă arsuri grave ale pielii și leziuni oculare